# Steatogenys elegans
Steatogenys elegans, риба-ніж зі смугою, є видом Hypopomidae (тупоносі риби-ножі), що трапляється в тропічній частині Південної Америки. Це типовий вид свого роду. Це електрична риба, яка трапляється в багатьох прісноводних середовищах існування в басейнах річок Амазонка, Ориноко та Ессекібо. Виростає майже до 30 см (1 фут) загальною довжиною.